# نادي فاتيما
سينترو ديبورتيفو دي فاتيما (بالبرتغالية: Centro Desportivo de F?tima‏) نادي كرة قدم برتغالي يلعب في دوري الدرجة الثالثة البرتغالي. تم تأسيس النادي في عام 1966.

## روابط خارجية
- C.D. Fátima